# 马周
马周（601年—648年2月7日），字宾王，博州茌平人（今属山东），唐朝初年大臣，進士。

## 生平
马周早年孤贫，然熟读诗经和春秋。武德年间，马周一度出任州助教，但因不理政事而被刺史达奚恕指责，遂辞官而去。后至汴州，被浚义令崔贤羞辱，于是西入长安，投入常何门下为门客。
贞观五年（632年），唐太宗下诏令各官言得失；马周为常何捉刀代写二十余策，得到唐太宗的赏识，入门下省为官，次年升任监察御史。马周办事周密，尤擅言辞，为时人称颂，唐太宗曾表示“暂不见周，即思之”，因此升迁快速。贞观十八年（645年），马周升任中书令。
后马周奉命辅佐太子李治，但由于患消渴，于48岁壮年病逝，死后被唐高宗下令陪葬昭陵。

## 家族
- 马載，尚書左丞、吏部侍郎
  - 马觀
  - 马覬，吏部郎中
    - 马元振、马元拯
- 马恂，河南令、丹州刺史

## 评价
马周的生平成为之后许多民间故事的素材，尤其是其早期经历被用作怀才不遇的典型。李贺《致酒行》：“吾闻马周昔作新丰（按：马周所投之常何是居住在长安附近新丰县）客，天荒地老无人识；空将笺上两行书，直犯龙颜请恩泽。”
毛泽东十分赏识马周，称赞其《陈时政疏》是“西汉贾谊《治安策》以后第一奇文”、“宋人万言书，如苏轼之流所为者，纸上空谈耳”。欧阳修《新唐书·马周传》认为马周自比傅说和吕望，但才能不及此，批注：“傅说、吕望何足道哉，马周才德，迥乎远矣。”《新唐书·马周传》称马周颇爱饮酒，失意时曾在一个旅馆“命酒一斗八升，悠然独酌，众异之”。

## 历任官职
- 武德中，补博州助教，每日饮酒，不以讲授为事。刺史达奚恕屡次斥责，马周乃拂衣游于曹州、汴州之间，又为浚仪县令崔贤所激辱，遂西行长安求官。
- 至京师，暂居于中郎将常何（真化府折冲都尉，武水县开国男）之家。
- 贞观五年（631年），常何将其所撰的表文送呈唐太宗，被太宗召入门下省任职。
- 贞观六年（632年），授任监察御史。
- 贞观八年（634年），擢授承议郎，行侍御史。不久，加位员外散骑侍郎，加朝散大夫。
- 贞观十一年（637年），拜给事中。
- 贞观十二年（638年），转中书舍人。
- 贞观十五年（641年），迁治书侍御史，兼知谏议大夫，又兼检校晋王府长史。
- 贞观十七年（643年），晋王李治被立为皇太子，马周拜中书侍郎，兼太子左庶子。
- 贞观十八年（644年），马周迁除正议大夫，任中书令，依旧兼太子左庶子。唐太宗征讨高句丽，皇太子在河北定州监国，马周与高士廉、太子右庶子刘洎留守辅佐皇太子。
- 贞观十九年（645年），唐太宗班师回朝，马周以本官摄吏部尚书。
- 贞观二十一年（647年），加银青光禄大夫。赐马周“鸾凤凌云，必资羽翼。股肱之寄，诚在忠良”御笔飞白书。
- 贞观二十二年正月九日（648年2月7日），以消渴症去世于万年县之隆庆里府第，享年四十八。赠幽州都督，同年三月四日陪葬于昭陵。
- 永徽二年正月九日（651年），唐高宗即位后，追赠尚书右仆射、高唐县开国公。

## 马周碑
唐上元元年十月六日（674年11月19日）立。原存于陕西礼泉县烟霞镇上古村东约500米处马周墓前，1975年移入昭陵博物馆。碑身首高3.58米，下宽1.16米，厚39厘米。碑额篆书，题《大唐故中书令高唐马公之碑》。许敬宗撰文，殷仲容隶书，共37行，满行约84字。碑字除左上部较清晰外，余均磨损难以识别。碑阴刻明朝万历十三年（1585年）四月荏平张第的《谒唐中书令马公碑》五律诗一首。

盖闻（缺）和（缺）神统守（缺）耆艾相盛（缺）静〇寒川能处而不〇〇〇〇之在（缺）百氏之书（缺一字）同（缺）加之。既而神凝物表，久抗梁甫之吟；运拒辙来，思效扶摇之举。方属〇〇域〇〇山（阙）敕公直门下省，修起居注。超综国言，虔司帝举，良直之道，骤简宸心。贞观六年，授（阙）有〇称职，无竞惟人。八年，擢授承议郎，行侍御史。顷之，加位员外散骑侍郎，仍行本职（阙）其式叙。十二年，转守中书舍人。久之，迁持书侍御史。彯缨西掖，润玄绂以申谟；〇步南台，修彤（阙）缅还三代之淳；赞端拱之玄猷，将致五刑之厝。弥纶昌运，寔允具瞻。今上（阙）〇〇兔苑，扈清夜而飞文；挥翰鸿波，入紫宸而衍诰，任遇斯极，时论荣之。及大君秦（阙）违；鸡树含芬，饰五字而摛绚。十八年，除正议大夫，守中书令，仍兼左庶子。前兼朝〇，望重导舆，还（阙）而顺动，迺留储随驾，近规中山，军国务殷，总归于〇后，（阙）玉立青禁〇〇〇，妙典于金科黄〇，静〇趋博望之仙苑，辟建礼之崇（阙）银青光禄大夫。〇〇飞〇，〇〇於是〇其〇〇；〇〇〇〇，〇无所（阙）幽径，莫不〇〇圣〇，〇发神衷，褒善之义以彰，成人之誉斯盛。（阙）臣特超於终古。俄婴沈瘵，摄饵私庭，分玉馔於仙厨，驿珍羞於御府，纶〇〇发，亦（阙）贞观廿二年正月九日，薨於万年县之隆庆里第，春秋卌八。太宗撤悬流悼，恸结于歼良；今上（阙）如故。诏以其年岁次戊申三月辛巳朔四日甲申，陪葬於昭陵。赙绢布三百段，葬事所须，皆令官给。（阙）怀〇茅社而旌德。永徽二年诏赠高唐县开国公，食邑一千户，恩兼余〇，礼茂〇〇，声尘没而不渝，（阙）吏部尚书，赠幽州都督、高唐县开国公马周，宇量冲深，思用韵举，昔佐藩邱，眷遇兼隆，逮事春坊，雅〇逾切。（阙）轸悼，宜申旌壤之义，兼加延赏之恩。可赠尚书右仆射，馀官封如故。其子载，可朝散郎。〇〇之恩（阙）器式夷简，神情朗晤，天经地义，基百行以立身，睹隩升堂，包四科而敬业。芜室甄量，已见澄清之心；〇岩翘材，（阙）高步文昌之右。体无私於雨露，随方被沾沐之欢；变大造於阴阳，称物荷平分之施。（阙）明，故得任切近机，荣跻上秩。附蝉留影，用表高洁之姿；行马〇〇，更显权奇之略。既而神（阙）于家〇，人莫之知，至是焚之，式符藏用。危纩逾迫，无忘致美之心；隅烛既陈，犹即自〇之节。没而后已（阙）之已后；阴德无爽，缉丕构以增遥。契夺金兰，几凝凄於宿草；芳留玉树，足慰怀於故人。〇〇披文，而为颂曰：

　　姬御畴庸，赵城开国。望高秦右，声驰魏北。奕叶提休，蝉联种德。灵庆斯远，芳〇允塞。（阙）攀柏心〇，餐荼思越。纯虑冥感，至情天发。芟除纤缟，乃综缇缃。弋猎词囿，隐〇文场。岁（阙）几超云幄，累综霜台。清襟月湛，朗议霞开。黄扉夕拜，紫禁朝陪。簪缨〇躅，廊庙登材。（阙）契等埙篪。岁寒增励，夙夜无亏。望竦鹤关，荣昭蟪冕。推毂谋畅，持衡誉（阙）〇赠山陵，归魂毕陌。式陈容卫，载光窀穸，舍玦哀盈，投〇慕积。钧台（阙）贞石，永传来世。

## 延伸阅读
[在维基数据编辑]
 在维基文库阅读此作者作品（ 在维基共享资源阅览影像）
 《舊唐書·卷74》，出自刘昫《舊唐書》
 《新唐書·卷098》，出自《新唐書》